# Proteinska fosfataza 2
Proteinska fosfataza 2  (PP2), takođe poznata kao PP2A, je enzim koji je kod ljudi kodiran PPP2CA genom. PP2A heterotrimerna proteinska fosfataza, je široko zastupljena i konservirana serin/treoninska fosfataza sa širokom supstratnom specifičnošću i različitim ćelijskim funkcijama. Među PP2A metama su proteini onkogene signalne kaskade, poput , , i AKT.

## Literatura
- Xu Y, Xing Y, Chen Y, Chao Y, Lin Z, Fan E, Yu JW, Strack S, Jeffrey PD, Shi Y (2006). „Structure of the protein phosphatase 2A holoenzyme”. Cell. 127 (6): 1239—51. PMID 17174897. doi:10.1016/j.cell.2006.11.033.
- Xing Y, Xu Y, Chen Y, Jeffrey PD, Chao Y, Lin Z, Li Z, Strack S, Stock JB, Shi Y (2006). „Structure of protein phosphatase 2A core enzyme bound to tumor-inducing toxins”. Cell. 127 (2): 341—53. PMID 17055435. doi:10.1016/j.cell.2006.09.025.
- Ory S, Zhou M, Conrads TP, Veenstra TD, Morrison DK (2003). „Protein phosphatase 2A positively regulates Ras signaling by dephosphorylating KSR1 and Raf-1 on critical 14-3-3 binding sites”. Curr. Biol. 13 (16): 1356—64. PMID 12932319. doi:10.1016/S0960-9822(03)00535-9.
- Nicholas C. Price; Lewis Stevens (1999). Fundamentals of Enzymology: The Cell and Molecular Biology of Catalytic Proteins (Third изд.). USA: Oxford University Press. ISBN 019850229X.
- Eric J. Toone (2006). Advances in Enzymology and Related Areas of Molecular Biology, Protein Evolution (Volume 75 изд.). Wiley-Interscience. ISBN 0471205036.
- Branden C; Tooze J. Introduction to Protein Structure. New York, NY: Garland Publishing. ISBN 0-8153-2305-0.
- Irwin H. Segel. Enzyme Kinetics: Behavior and Analysis of Rapid Equilibrium and Steady-State Enzyme Systems (Book 44 изд.). Wiley Classics Library. ISBN 0471303097.

## Spoljašnje veze
- PPP2CA+protein,+human на 